# Anigrus hiempsal
Anigrus hiempsal är en insektsart som beskrevs av Ronald Gordon Fennah 1958. Anigrus hiempsal ingår i släktet Anigrus och familjen Meenoplidae. Inga underarter finns listade i Catalogue of Life.